# Prager Metronom

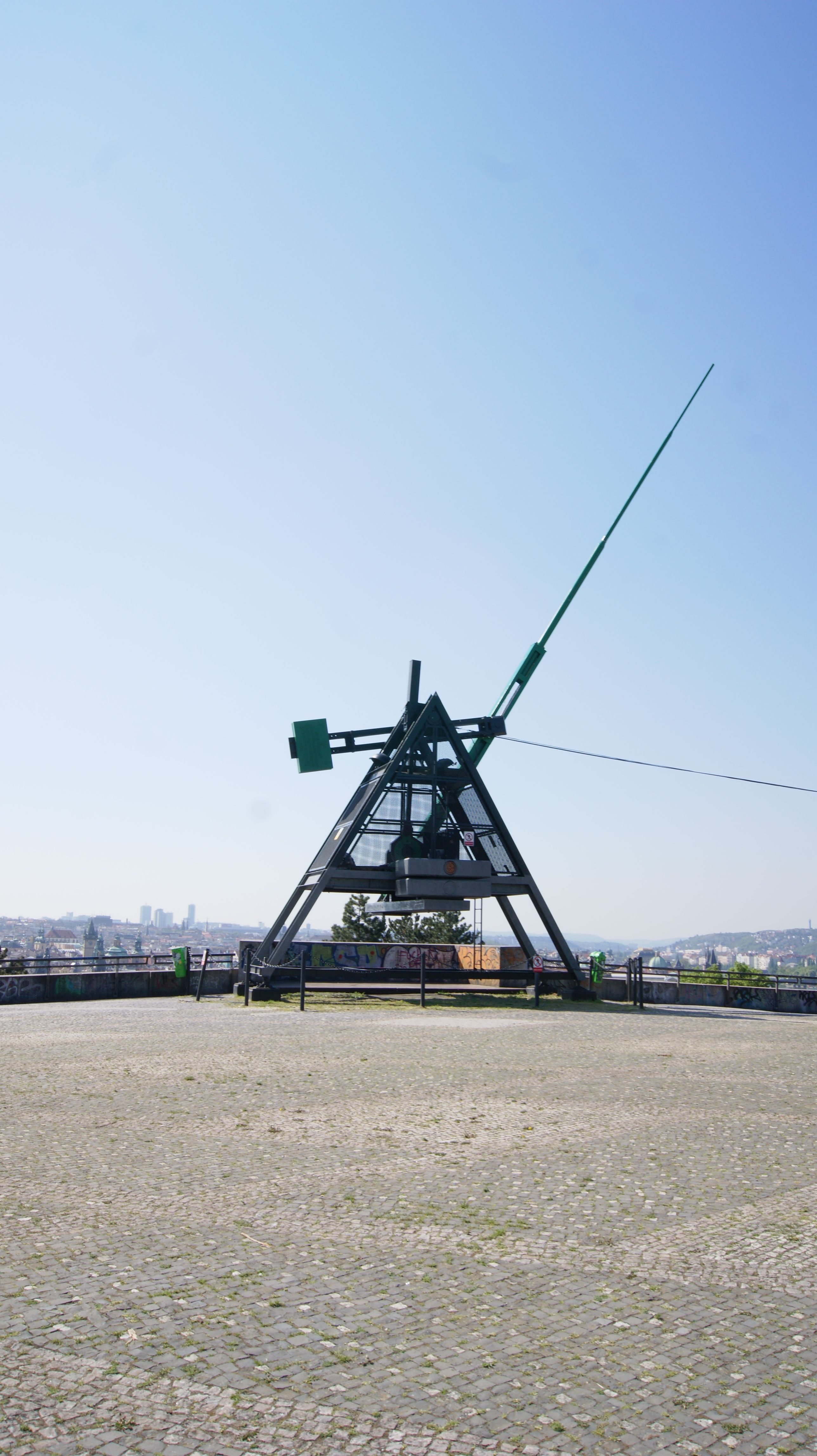
Das Prager Metronom im Jahr 2016

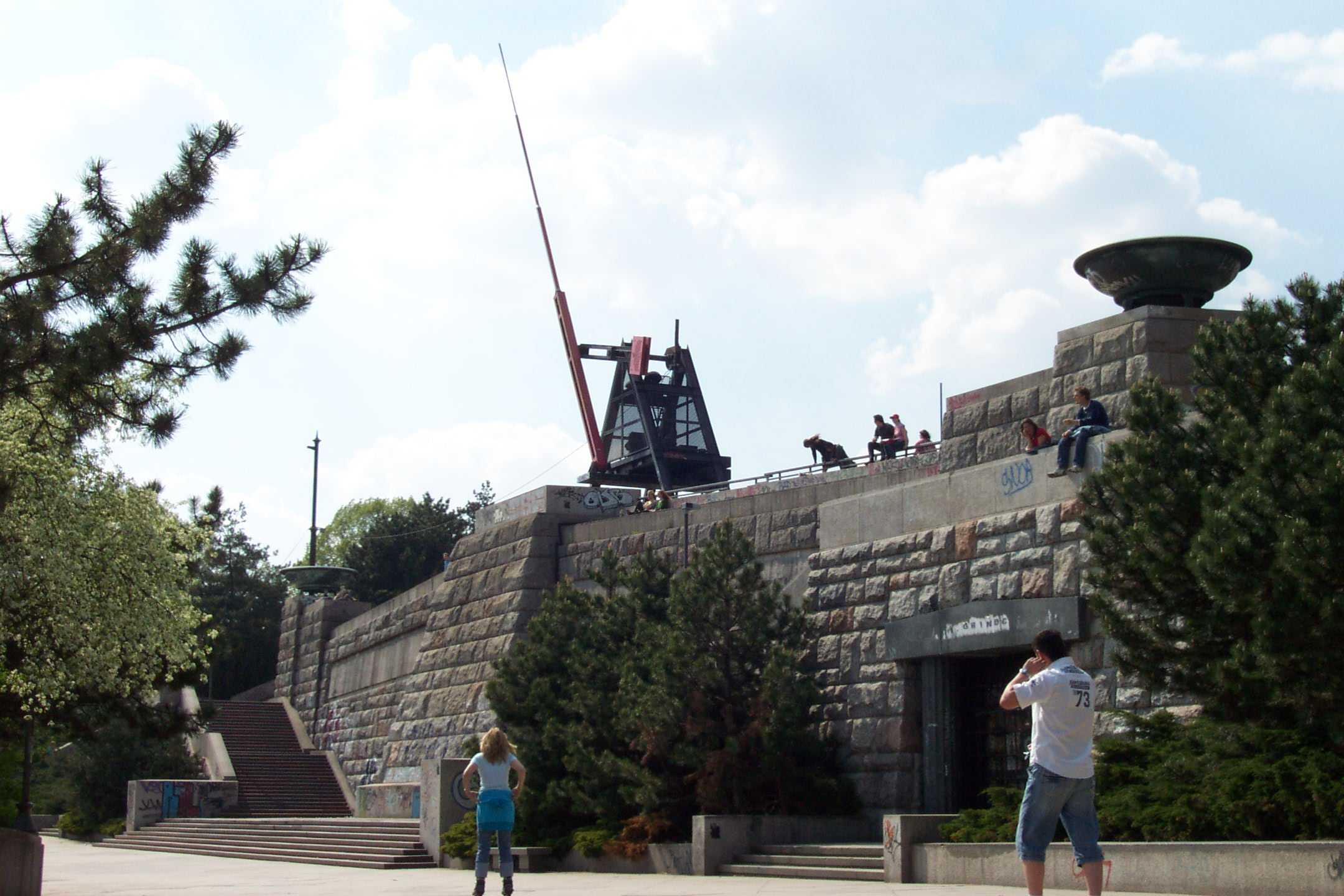
Ansicht von unten mit dem Sockel des zerstörten Stalin-Denkmals

Das Prager Metronom ist eine künstlerische Installation von Vratislav Karel Novák (1942–2014), welches am 15. Mai 1991 auf dem übrig gebliebenen Sockel des 1962 zerstörten Stalin-Denkmals im Prager Letná-Park errichtet wurde. Das umgangssprachlich als „Metronom“ bezeichnete Kunstwerk heißt eigentlich „Time Machine“ (Stroj času). Die Installation symbolisiere den unerbittlichen Lauf der Zeit und sei eine Warnung zur Erinnerung an die Vergangenheit. Das „Metronom“ ist von der Prager Altstadt sehr gut zu sehen.
Anlässlich der Tschechische EU-Ratspräsidentschaft 2009 diente das „Metronom“ zur Visualisierung des Beginns der tschechischen Ratspräsidentschaft.

## Technik
Das überdimensionale Metronom ist von der Funktion her nicht mit einem Metronom als Taktgeber vergleichbar. Das gut sichtbare Gewicht im unteren Bereich des Zeigers dient nicht zur Einstellung einer Taktfrequenz, sondern als Gegengewicht zum Zeiger selbst. Das Gegengewicht ist ein zum Zeiger gegenläufiger Metallkorpus.
Das gesamte Werk wird von einem Elektromotor angetrieben. Der Motor sowie die beweglichen Teile (ausgenommen Zeiger und Gegengewicht) sind im dreieckigen Grundgestell untergebracht. Ein öffentlicher Zugang hierzu ist nicht möglich. Die elektrische Zuleitung (Luftkabel) zum „Metronom“ ist gut sichtbar; auf ihr hängen – auch nach Entfernung durch Stellen der Stadt – nahezu ganzjährig etliche gebundene Schuhpaare.
Die Höhe des Metronoms samt Zeiger beträgt etwa 25 Meter und das gesamte Werk wiegt etwa 7 Tonnen. Der Zeiger selbst beschreibt einen Kreisbogen von etwa 60° in 10 Sekunden, seine Frequenz liegt also bei 6 Schlägen je Minute.
Aus statischen Gründen wurde das Metronom durch einen Hubschrauber aufgestellt.